# Flehingen
Flehingen est un bourg du Bade-Wurtemberg en Allemagne qui est une ancienne commune de l'arrondissement de Karlsruhe. Elle avait intégré le village de Sickingen en 1936. Flehingen dépend aujourd'hui de la commune d'Oberderdingen depuis 1973. Le bourg comptait 3 610 habitants en 2011 et 3 676 habitants en 2013.

## Géographie
Flehingen se trouve dans le Kraichgau et le parc naturel du Stromberg (en), à 39 kilomètres à l'est de Karlsruhe et à 38 kilomètres à l'ouest de Heilbronn.

## Histoire
C’est en 778/779 que Flehingen est mentionné pour la première fois dans un document, le Codex de Lorsch. Flehingen s’appelait alors Flancheim ou Flanicheim.
En 1158 Bertold, le plus ancien des Sickingen, a fondé la lignée des Flehingen. Sickingen et Flehingen ont d'abord appartenu aux Strahlenberger (de). Les Strahlenberger étaient une famille noble qui résidait près de Schriesheim sur la Bergstrasse. Pendant la querelle de Spire en 1353 les châteaux de Flehingen et de Sickingen furent réduits en cendres par les troupes de Spire. En 1368 le château et le village de Sickingen revinrent au Palatinat du Rhin. La même année, Ludwig Wolff de Flehingen fit construire le château de Flehingen.
Vers 1520, Flehingen et Sickingen passèrent au protestantisme. En 1523 fut construite à Sickingen l’église funéraire Sainte-Madeleine, qui était donc probablement un lieu de culte protestant. Ce n’est qu’en 1690 qu’on y célébra une messe catholique.

## Architecture
- Église Saint-Martin de Flehingen (catholique), construite en 1911
- Église Sainte-Madeleine de Sickingen, construite en 1523, gothique tardif
- Château de Flehingen, construit en 1565

## Personnalités
- Jakob Barth (1851-1914) né à Flehingen, professeur de philologie sémitique à l'université de Berlin et un enseignant au Séminaire rabbinique Hildesheimer de Berlin. Il est le gendre du fondateur du séminaire, le rabbin Azriel Hildesheimer.
- Carl H. Eigenmann (1863-1927), ichtyologue américain né à Flehingen